# 遠東擬沙丁魚
遠東擬沙丁魚（学名：Sardinops sagax），俗名青鱗仔，為輻鰭魚綱鯡形目鯡科的其中一種。

## 分布
本魚分布於印度太平洋、東大西洋區，包括南非、東非、馬達加斯加、模里西斯、塞席爾群島、紅海、波斯灣、馬爾地夫、斯里蘭卡、印度、孟加拉灣、緬甸、泰國、越南、印尼、馬來西亞、白令海、朝鮮半島、日本、中國、菲律賓、新幾內亞、澳洲、紐西蘭、所羅門群島、馬紹爾群島、密克羅尼西亞、馬里亞納群島、帛琉、夏威夷群島、諾魯、斐濟群島、吐瓦魯、美國西岸、加拿大西岸、中美洲、南美洲西岸等海域。

## 深度
水深0~200公尺。

## 特徵
本魚體側有一、二列的小斑點，腹鰭起點約在背鰭基底中部下方。背鰭有軟條17~20枚；臀鰭細小，軟條數約在16~19枚之間。體長可達39.5公分。

## 生態
本魚常在外洋大群集結，一群魚有四、五萬尾似乎很常見。以濾食浮游生物維生。

## 經濟利用
食用魚，作成魚乾食用。